# Temporada da MLB
A temporada da Major League Baseball é de 162 partidas para cada time desde 1961 na Liga Americana e 1962 na Liga Nacional. O calendário precedente de 154 jogos foi adotado em 1904 e modificado somente em 1919. Este artigo é sobre a evolução do calendário da temporada desde que a MLB começou.
Uma temporada da Major League normalmente vai do começo de abril ao fim de setembro, seguida pelo torneio de pós-temporada em outubro. Os pontos finais da temporada mudaram gradativamente através dos anos. Nos primeiros dias, a temporada regular começava no fim de abril e ia até o fim de outubro. Pelo início dos anos 1990, porém, a temporada se passava do fim de abril ao fim de setembro ou começo de outubro, com a Série Mundial coroando a temporada em outubro, ocasionalmente começando nos últimos dias de setembro.
A gradual eliminação de rodadas duplas agendadas nas últimas uma ou duas décadas do século XX necessitou antecipar o início da temporada cada vez mais cedo, às vezes começando nos últimos um ou dois dias de março e terminando vários dias por outubro. Outra tendência recente é de fazer um ou mais jogos numa nação fora dos EUA e Canadá, um dia ou dois antes do Dia de Abertura "oficial". A temporada regular foi interrompida durante vários dias depois dos ataques terroristas de 11 de setembro de 2001, que estenderam a temporada até as semanas finais de outubro.
Entretanto, a adição e eventual expansão da Série de Campeonato, e logo a adição da Série de Divisão, estenderam a pós-temporada ao fim de outubro. Tirando simples jogos cancelados em razão de chuva, a Série Mundial foi adiada somente duas vezes: a primeira em 1989, em razão do terremoto de San Francisco; e a segunda em 2001, devido aos ataques de 11 de setembro.
Enquanto o estendimento da pós-temporada elevou a audiência da TV, ele também significou uma maior possibilidade de precipitação de neve durante os playoffs, como o clima dos Estados Unidos é muitas vezes notadamente mais frio no final do que no início de outubro. Desde 2005, apesar de nevadas de vez em quando (por exemplo, no Jacobs Field em Cleveland durante a Série Mundial 1997), nenhum jogo de pós-temporada teve de ser de fato posposto devido ao tempo invernal.

## Pós-temporada
A seguir, o sumário cronológico dos eventos de pós-temporada organizados pela MLB através dos anos:
- Série Mundial

1903 – melhor de 9 jogos.
1904 – não houve.
1905-1918 – melhor de 7 jogos.
1919-1921 – melhor de 9 jogos.
1922-presente – melhor de 7 jogos.
O modelo 2-3-2 padrão de mando de campo foi estabelecido em 1924; de 1903 a 1923, a série geralmente alternava locais entre os jogos.
- Série de Campeonato

1969-1984 – melhor de 5 jogos, modelo 2-3 de mando de campo.
1985-presente – melhor de 7 jogos, modelo 2-3-2 de mando de campo.
- Série de Divisão

1994-presente – melhor de 5 jogos (não começado até 1995 devido à greve).
Em 1998, o modelo de mando de campo foi mudado de 2-3 para 2-2-1.

## Temporada regular
Esta conta dá o comprimento do calendário do "campeonato" da Major League por liga e ano. Ela não cobre a redução de jogos pela guerra (1918) ou por golpes e lockouts (1972, 1981, 1994, 1995). Os anos listados são aqueles nos quais a liga revisou seu calendário. Por exemplo, a Liga Nacional agendou 84 jogos durante 1879, 1880, 1881 e 1882. 1876 é listado aqui por conveniência, embora a NL não agendasse jogos (ver "1871 a 1876" abaixo).
- Liga Nacional

1876 – 70 jogos – 10 jogos × 7 oponentes
1877 – 60 jogos – 12 jogos × 5 oponentes
1879 – 84 jogos – 12 jogos × 7 oponentes
1883 – 98 jogos – 14 jogos × 7 oponentes
1884 – 112 jogos – 16 jogos × 7 oponentes
1886 – 126 jogos – 18 jogos × 7 oponentes
1888 – 140 jogos – 20 jogos × 7 oponentes
1892 – 154 jogos – 14 jogos × 11 oponentes
1893 – 132 jogos – 12 jogos × 11 oponentes
1898 – 154 jogos – 14 jogos × 11 oponentes
1900 – 140 jogos – 20 jogos × 7 oponentes
1904 – 154 jogos – 22 jogos × 7 oponentes
1919 – 140 jogos – 20 jogos × 7 oponentes
1920 – 154 jogos – 22 jogos × 7 oponentes
1962 – 162 jogos – 18 jogos × 9 oponentes
1969 – 162 jogos – 18 jogos × 5 oponentes na própria divisão, 12 × 6 em outra divisão
1993 – 162 jogos – expansão – calendário igual da AL 1979-1993
1994 – 162 jogos – liga repartida em 3 divisões – calendário baseado na edição 1993
1997 – 162 jogos – jogo interliga introduzido – oponentes variados
1998 – 162 jogos – expansão – oponentes variados
- Liga Americana

1901 – 140 jogos – 20 jogos × 7 oponentes
1904 – 154 jogos – 22 jogos × 7 oponentes
1919 – 140 jogos – 20 jogos × 7 oponentes
1920 – 154 jogos – 22 jogos × 7 oponentes
1961 – 162 jogos – 18 jogos × 9 oponentes
1969 – 162 jogos – 18 jogos × 5 oponentes na própria divisão, 12 × 6 em outra divisão
1977 – 162 jogos – expansion – 15 jogos × 6 oponentes na própria divisão, 10 or 11 × 7 oponentes em outra divisão
1979 – 162 jogos – 13 jogos × 6 oponentes na própria divisão, 12 jogos × 7 oponentes em outra divisão
1994 – 162 jogos – liga repartida em 3 divisões – calendário baseado na edição 1993
1997 – 162 jogos – jogo interliga introduzido – oponentes variados
1998 – 162 jogos – expansion – 19 jogos × 3 or 4 oponentes na própria divisão – outros oponentes variados
- American Association[1]

1882 – 80 jogos – 16 jogos × 5 oponentes
1883 – 98 jogos – 14 jogos × 7 oponentes
1884 – 112 jogos – 16 jogos × 7 oponentes
1886 – 126 jogos – 18 jogos × 7 oponentes
1888 – 140 jogos – 20 jogos × 7 oponentes
1889 – 112 jogos – 16 jogos × 7 oponentes
1890 – 140 jogos – 20 jogos × 7 oponentes
A liga dispersou-se após 1891; 4 times se juntaram à NL.
- Union Association[2]

1884 – 112 jogos – 16 jogos × 7 oponentes
- Player's League[3]

1890 – 140 jogos – 20 jogos × 7 oponentes

### 1871 a 1876
A National Association of Professional Base Ball Players (1871-1875) não agendava jogos. Nem controlava o número de times, uma razão principal do seu fim após a temporada 1875. Os clubes pagavam taxa de entrada de $10, depois $20, para ingressar à Associação por uma temporada e, por meio disso, entrar para o campeonato nacional daquele ano. Sem continuar sócio ou investir pesado lá, era fácil dissuadir uma equipe de quebrar um compromisso, e que às vezes acontecia, embora principalmente com clubes saindo do negócio.
A Liga Nacional se organizou para 1876 numa base diferente, concedendo sociedades exclusivas a oito clubes que continuariam de ano a ano — era geralmente esperado, se somente porque a sociedade seria rentável. Mas a nova liga seguiu sua predecessora meramente concordando que cada clube jogaria certo número de partidas para uma decisão (excluindo empates) por certa data. Boston jogou 70 partidas com sua cota de dez decisões contra cada adversário.
Para as seis primeiras temporadas, os clubes fizeram suas próprias datas, incluindo jogos de campeonato, outros jogos com membros e jogos com não-membros. Alguns podem, de fato, ter ditado arranjos com alguns outros, mas não havia nenhum controle ou coordenação central.
Esta listagem dá o maior número de jogos disputados por qualquer clube para cada temporada. Naturalmente, o líder de jogos disputados foi sempre um clube forte que bota em campo uma das melhores atrações (jogador).
1871 – 33 jogos (Mutual, New York)
1872 – 58 jogos (Lord Baltimore)
1873 – 60 jogos (Boston)
1874 – 71 jogos (Boston)
1875 – 86 jogos (Hartford)
1876 – 70 jogos (Boston) — primeira temporada da Liga Nacional; ver texto.